# 940.
940. je peto desetletje v 10. stoletju med letoma 940 in 949. 